# Vlkaneč (nádraží)
Vlkaneč je železniční stanice ve východní části obce Vlkaneč ve Středočeském kraji v okrese Kutná Hora poblíž Vranidolského potoka. Leží na dvoukolejné elektrizované železniční trati Kolín – Havlíčkův Brod (25 kV, 50 Hz AC).

## Historie
Stanice byla vybudována jakožto součást Rakouské severozápadní dráhy (ÖNWB) spojující Vídeň a Berlín, autorem univerzalizované podoby stanic pro celou dráhu byl architekt Carl Schlimp. 21. prosince 1870 byl s místním nádražím uveden do provozu celý nový úsek trasy z Havlíčkova Brodu do Golčova Jeníkova, odkud mohly vlaky po již dokončené trati pokračovat do Kolína.
Po zestátnění ÖNWB v roce 1908 pak obsluhovala stanici jedna společnost, Císařsko-královské státní dráhy (kkStB), po roce 1918 pak správu přebraly Československé státní dráhy. Druhá kolej v brněnském směru byla v plném rozsahu dokončena roku 1953. Elektrický provoz na trati procházející stanicí byl zahájen v roce 1965.

## Popis
Nacházejí se zde tři nekrytá jednostranná úrovňová nástupiště, k příchodu na nástupiště slouží přechody přes koleje.